# Natan (princ)
Pogledajte također "Natan".
Natan (hebrejski נתן) je bio princ Izraela i Judeje, sin kralja Davida, a spomenut je u svetoj knjizi kršćana i Židova, Bibliji. Bio je nazvan po proroku Natanu.

## Biografija
Natan je bio rođen u Jeruzalemu kao sin Davida i kraljice Bat-Šebe, lijepe žene koja je prvo bila udata za vojnika Uriju. Natanova prava braća bili su Šimeja, Šobab i kralj Salomon, preko kojeg je bio stric kralja Roboama. Imao je polubraću i polusestru Tamaru. Natanov je polubrat brat Abšalom digao ustanak protiv oca. Natanov djed je bio Jišaj, a sam je Natan bio otac Matate. Bio je predak Djevice Marije i Isusa Krista.